# Клеценко Анатолій Сергійович
Клеце́нко Анато́лій Сергі́йович — полковник Збройних сил України, учасник російсько-української війни.
Станом на квітень 2014 року — начальник зонального відділу Військової служби правопорядку Полтавського гарнізону.

## Нагороди
31 жовтня 2014 року за особисту мужність і героїзм, виявлені у захисті державного суверенітету та територіальної цілісності України, вірність військовій присязі під час російсько-української війни, відзначений — нагороджений орденом Данила Галицького.